# 日本水準原點

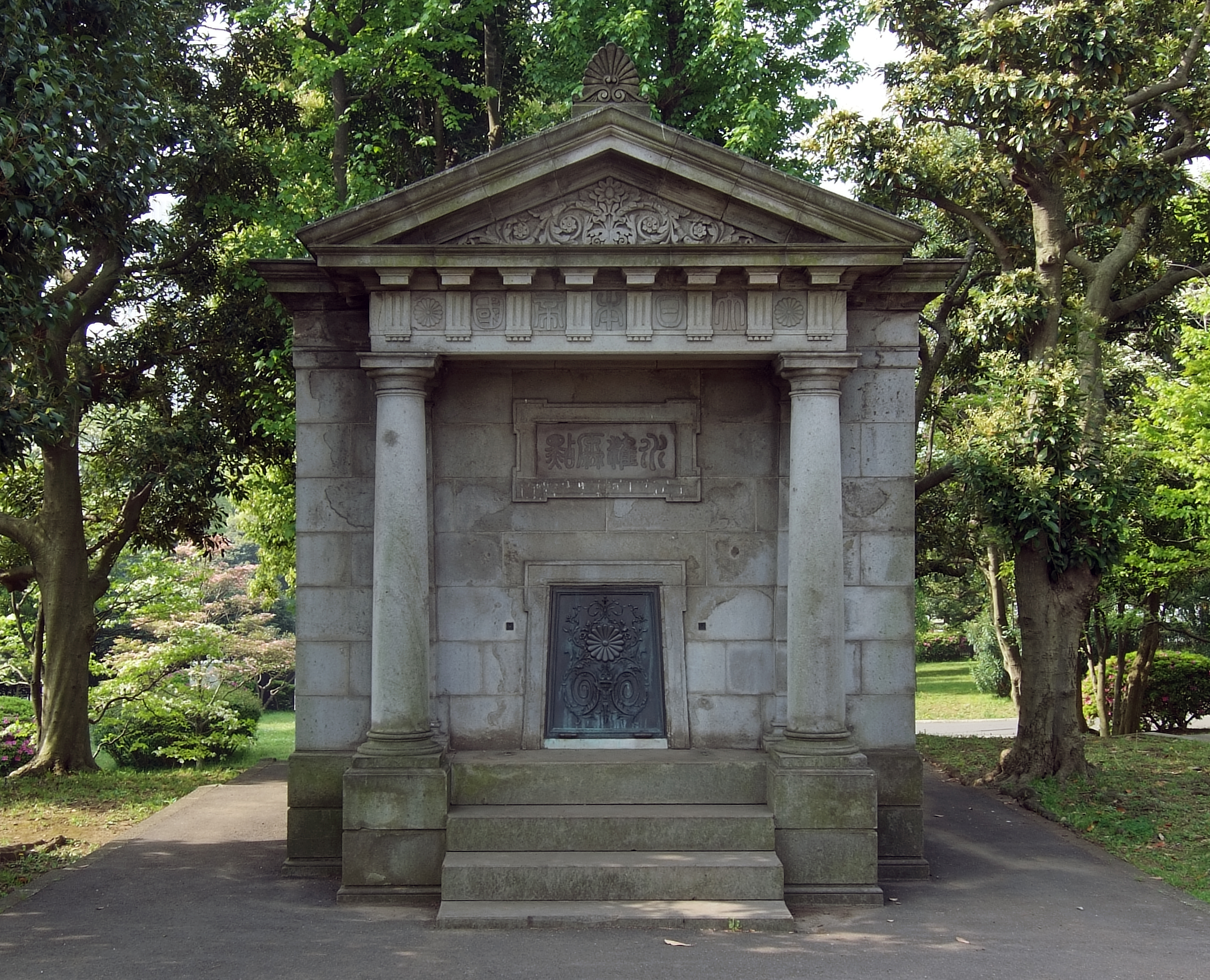
日本水準原点標庫

35°40′38.05″N 139°44′52.29″E / 35.6772361°N 139.7478583°E
日本水準原點（日语：／ Nihon Suijun Genten */?），是日本的水準測量基準點，位於東京都千代田區永田町1丁目的日本水準原點標庫內。經緯度是北緯35度40分37.9899秒，東經 139度44分52.2492秒。
另外在週邊設立了甲、乙、丙、丁、戊共五顆花崗岩標石作為「引照點」(在原點遭損毀須重設時可取得原點位置)：其中丁點是露於地面上，其他四點都在低於地面的孔洞中、有鐵蓋保護。
這一建築與甲、乙、丙點都是日本的重要文化財。

## 外部連結
- 国土地理院 - 高さの基準 （页面存档备份，存于）
- 国土地理院関東地方測量部 - 日本水準原点 （页面存档备份，存于）
- 国土地理院 地理院地図 - 日本水準原点 （页面存档备份，存于）
- 水準原点と験潮場 （页面存档备份，存于） 上西勝也：史跡と標石で辿る日本の測量史
- （页面存档备份，存于） 箱岩英一：「河川・水路・港湾の基準面について」、国土地理院時報　2002 No.99　pp.9-19
- （页面存档备份，存于） 日本水準原点をご存知ですか（国土地理院）、 国土交通省　メールマガジン、2013年8月5日